# Dardanus lagopodes
Dardanus lagopodes är en kräftdjursart som först beskrevs av Forskål 1775.  Dardanus lagopodes ingår i släktet Dardanus och familjen Diogenidae. Inga underarter finns listade i Catalogue of Life.